# Caruthersville
Caruthersville è un comune degli Stati Uniti d'America, situato nello Stato del Missouri, nella contea di Pemiscot, della quale è il capoluogo.